# Cai Lun
Cai Lun, anche scritto Ts'ai Lun (Leiyang, 50 circa – 121 circa), è stato un inventore cinese.
Vissuto sotto la dinastia Han, ne divenne successivamente un alto funzionario dell'Imperatore He, presso cui curò innovazioni tecniche a partire dalle armi. A lui è tradizionalmente attribuita l'invenzione della carta intorno al 105.

## Biografia
La vita di Cai Lun è ampiamente documentata, anche se le notizie su di lui sono spesso romanzate. Nacque attorno al 50. Era un eunuco e nel 75 entrò alla corte dell'Imperatore Ho Ti (anche traslitterato Hedi) e qui fece carriera, arrivando ben presto a divenire capo eunuco.

### Invenzione della carta
Intorno al 105 Cai Lun inventò il procedimento di preparazione della carta. Nel I secolo in Cina si scriveva su stuoie di bambù o su fogli di seta opportunamente preparati; Cai Lun ideò un processo per realizzare un materiale simile a quest'ultima a partire da fibre tessili ricavate dalla macerazione di stracci, stoffe e corteccia d'alberi.
Secondo la leggenda tramandata, avrebbe avuta l'intuizione quando, standosene sul bordo di un corso d'acqua, poco più a valle di alcune donne intente a lavare panni assai logori, avrebbe notato in una piccola insenatura ai suoi piedi, l'accumularsi di scorie di fibre di tessuto che una volta asciutte gli suggerirono lo spunto; dopodiché avviò la produzione del nuovo materiale. Per questa invenzione l'Imperatore concesse a Cai Lun numerosi privilegi, tra i quali un titolo nobiliare equivalente a quello di marchese.
In realtà, come accadde in seguito per personaggi parimenti semileggendari come Heraldo da Praga e Polese da Fabriano, è probabile che il nome di Cai Lun sia stato associato all'invenzione di un anonimo di classe inferiore, diventando principalmente la figura simbolo.

### Morte e riconoscimenti postumi
Pochi anni dopo l'invenzione di Cai Lun, l'uomo fu al centro di un intrigo amoroso, favorendo gli incontri dell'Imperatrice Deng con il suo amante. Quando la regnante morì il suo consorte, Imperatore Song, prese potere e ordinò all'eunuco di fare ammenda per il suo crimine. Piuttosto che affrontare il giudizio, Cai Lun preferì suicidarsi ingerendo del veleno.
Gli studi sul procedimento per ottenere la carta furono proseguiti e perfezionati dal suo discepolo Zao Bo. La sua invenzione più grande fu ben presto adottata in tutta la Cina, dove nel III secolo divenne il supporto scrittorio più adoperato; addirittura essa veniva chiamata Carta del Marchese Cai. Il processo produttivo del materiale divenne, con la sericoltura, uno dei preziosissimi bottini bellici degli abbasidi a discapito della dinastia Tang in seguito alla battaglia del Talas (751). E a partire dal X secolo sarà poi introdotta in Europa dove lentamente soppianterà la pergamena e sarà usata per la scrittura fino ai giorni nostri.